# De urørlige
De urørlige (The Intouchables) er en fransk film fra 2011. Filmen er instrueret af makkerparret Eric Toledano og Olivier Nakache og blev på kort tid den mest sete franske film på verdensplan nogensinde; således havde den pr. 20. maj 2012 indspillet 340 mio $ og var blevet set af 39.339.231 biografgængere.
Filmen bygger på den selvbiografiske roman Tu as changé ma vie af Abdel Sellou, der i bogen beskriver sin tid som hjælper for den franske aristokrat Philippe Pozzo di Borgo.
Den ene af filmens hovedrolleindehavere, Omar Sy, opnåede en César ved uddelingen i 2012 for sin rolle som Driss (Abdel Sellou).
Filmen er for størstedelen optaget i det parisiske palæ "Hôtel d'Avaray", som huser den hollandske ambassade.

## Handling
Filmen handler om den stenrige Philippe, der efter en paragliding-ulykke er blevet lammet fra halsen og nedefter og derfor er helt afhængig af andres hjælp til alt. Han søger en ny personlig assistent, der skal hjælpe ham med den personlige hygiejne og indtagelse af føde. Egentlig søger Driss, som er en ung, sort, halvkriminel fyr fra Paris' forstæder, slet ikke jobbet, men får det alligevel. Filmen handler herefter om mødet mellem de to personer fra vidt forskellige miljøer, og hvordan deres samspil giver dem begge et skub fremad i livet.
Tonen i filmen er holdt på et humoristisk niveau, hvilket er med til at aftabuisere Philippes handicap.

## Medvirkende
- François Cluzet – Philippe.
- Omar Sy – Driss.
- Anne Le Ny – Yvonne.
- Audrey Fleurot – Magalie.
- Clotilde Mollet – Marcelle.
- Alba Gaïa Kraghede Bellugi – Elisa.
- Cyril Mendy – Adama.
- Christian Ameri – Albert.

## Modtagelse
Filmen blev modtaget med stor begejstring over det meste af verden. Den blev set af 19.385.300 franskmænd.
Filmen har 75% "Certified Fresh" rating på webstedet Rotten Tomatoes, der omfatter 89 positive anmeldelser ud af 118, og en gennemsnitlig score på 6,7 ud af 10. På Metacritic har filmen en score 57 ud af 100, baseret på 31 vurderinger af professionelle kritikere.

### Kritisk reaktion i Storbritannien
Efter filmens premiere i Storbritannien den 21. september 2012 med titlen Untouchable, kaldte The Independent det en "tredje-rate buddy-film, der næsten ikke forstår sin egen nedladenhed... Hvorfor har verden vendt til denne film? Måske er det fantasien det spin på grund af race/sociale/kulturelle skikke, meget som Driving Miss Daisy gjorde for 20 år siden – forkrampet rig hvid arbejdsgiver lærer at elske gennem sort medarbejders livskraft. Det er set i det kønsdiskriminerende Amerika af 1940'erne. Hvad er denne films undskyldning?" Robbie Collin fra The Telegraph kaldte det "så bredt tilgængelig og trombonishly unuanceret som undertitlen Driving Miss Daisy"; ifølge Collin, "er karaktererne kanaler for karisma snarere end store dramatiske roller, men det pjattes mellem Sy og Cluzet er ofte meget sjovt, og en joke hopper lystigt ind i den næste." Nigel Farndale, også for The Telegraph sagde: "Filmen, som er ved at blive frigivet i Storbritannien, bryder box-office poster i Frankrig og Tyskland, og en af grundene synes at være, at det giver publikum lov til at grine med, slet ikke, folk med handicap, og se deres liv, som de aldrig har set før.

### Anerkendelser
Filmen vandt Tokyo Sakura Grand Prix, en pris, der gives til den bedste film på Tokyo International Film Festival og prisen for bedste mandlige hovedrolle til både François Cluzet og Omar Sy i 2011. Ved César Awards 2012 modtog filmen otte nomineringer. Omar Sy modtog César for bedste mandlige hovedrolle den 24. februar 2012 for rollen som Driss og er den første franske afrikanske skuespiller til at modtage denne ære.
I september 2012 blev det meddelt, at De urørlige var blevet valgt som den franske post for bedste udenlandske film for 85. Academy Awards. I december 2012 kom den på januars kortliste, men blev i sidste ende ikke valgt, som en af de endelige nominerede.
| Award                                          | Kategori                                      | Recipients and nominees                                                               | Resultat  |
| ---------------------------------------------- | --------------------------------------------- | ------------------------------------------------------------------------------------- | --------- |
| African-American Film Critics Association      | Best Foreign Film                             |                                                                                       | Vundet    |
| British Academy Film Awards                    | Best Film Not in the English Language         | Eric Toledano, Olivier Nakache, Nicolas Duval Adassovsky, Yann Zenou, Laurent Zeitoun | Nomineret |
| Broadcast Film Critics Association             | Best Foreign Language Film                    |                                                                                       | Nomineret |
| César Awards                                   | Best Film                                     |                                                                                       | Nomineret |
| César Awards                                   | Best Director                                 | Eric Toledano and Olivier Nakache                                                     | Nomineret |
| César Awards                                   | Best Actor                                    | Omar Sy                                                                               | Vundet    |
| César Awards                                   | Best Actor                                    | François Cluzet                                                                       | Nomineret |
| César Awards                                   | Best Supporting Actress                       | Anne Le Ny                                                                            | Nomineret |
| César Awards                                   | Best Writing – Original                       | Eric Toledano and Olivier Nakache                                                     | Nomineret |
| César Awards                                   | Best Cinematography                           | Mathieu Vadepied                                                                      | Nomineret |
| César Awards                                   | Best Editing                                  | Dorian Rigal-Ansous                                                                   | Nomineret |
| César Awards                                   | Best Sound                                    | Pascal Armant, Jean Goudier, and Jean-Paul Hurier                                     | Nomineret |
| Chicago Film Critics Association               | Best Foreign-Language Film                    |                                                                                       | Nomineret |
| David di Donatello Awards                      | Best European Film                            |                                                                                       | Vundet    |
| European Film Awards                           | Best Film                                     |                                                                                       | Nomineret |
| European Film Awards                           | Best Actor                                    | François Cluzet and Omar Sy                                                           | Nomineret |
| European Film Awards                           | Best Screenwriter                             | Eric Toledano and Olivier Nakache                                                     | Nomineret |
| Golden Globe Awards                            | Best Foreign Language Film                    |                                                                                       | Nomineret |
| Golden Trailer Awards                          | Best Music                                    |                                                                                       | Nomineret |
| Golden Trailer Awards                          | Best Foreign Comedy Trailer                   |                                                                                       | Vundet    |
| Goya Awards                                    | Best European Film                            |                                                                                       | Vundet    |
| Houston Film Critics Society                   | Best Foreign Language Film                    |                                                                                       | Nomineret |
| NAACP Image Awards                             | Outstanding International Motion Picture      |                                                                                       | Vundet    |
| Phoenix Film Critics Society                   | Best Foreign-Language Film                    |                                                                                       | Vundet    |
| San Diego Film Critics Society                 | Best Foreign Language Film                    |                                                                                       | Nomineret |
| Satellite Awards                               | Best Foreign Language Film                    |                                                                                       | Vundet    |
| Satellite Awards                               | Best Actor - Motion Picture Musical or Comedy | Omar Sy                                                                               | Nomineret |
| St. Louis Gateway Film Critics Association     | Best Foreign-Language Film                    |                                                                                       | Vundet    |
| Tokyo International Film Festival              | Tokyo Grand Prix                              |                                                                                       | Vundet    |
| Tokyo International Film Festival              | Bedste skuespiller                            | François Cluzet og Omar Sy                                                            | Vundet    |
| Washington D. C. Area Film Critics Association | Best Foreign Language Film                    |                                                                                       | Nomineret |

## Musik i filmen
1. Ludovico Einaudi – "Fly" (3:20).
2. Earth, Wind & Fire – "September" (3:33).
3. Omar Sy, François Cluzet & Audrey Fleurot – "Des références..." (1:08).
4. Ludovico Einaudi – "Writing Poems" (4:09).
5. George Benson – "The Ghetto" (4:57).
6. Omar Sy & François Cluzet – "L'arbre qui chante" (1:01).
7. Terry Callier – "You're Goin' Miss Your Candyman" (7:18).
8. François Cluzet & Omar Sy – "Blind Test" (2:21).
9. Earth, Wind & Fire with The Emotions – "Boogie Wonderland" (4:45).
10. Ludovico Einaudi – "L'origine nascosta" (3:12).
11. Nina Simone – "Feeling Good" (2:53).
12. Ludovico Einaudi – "Cache-cache" (3:51).
13. Angelicum De Milan – "Vivaldi: Koncert for 2 violiner og orkester" (3:21).
14. Ludovico Einaudi – "Una mattina" (6:41).
15. Vib Gyor – "Red Lights" (4:29).